# 탄지마트

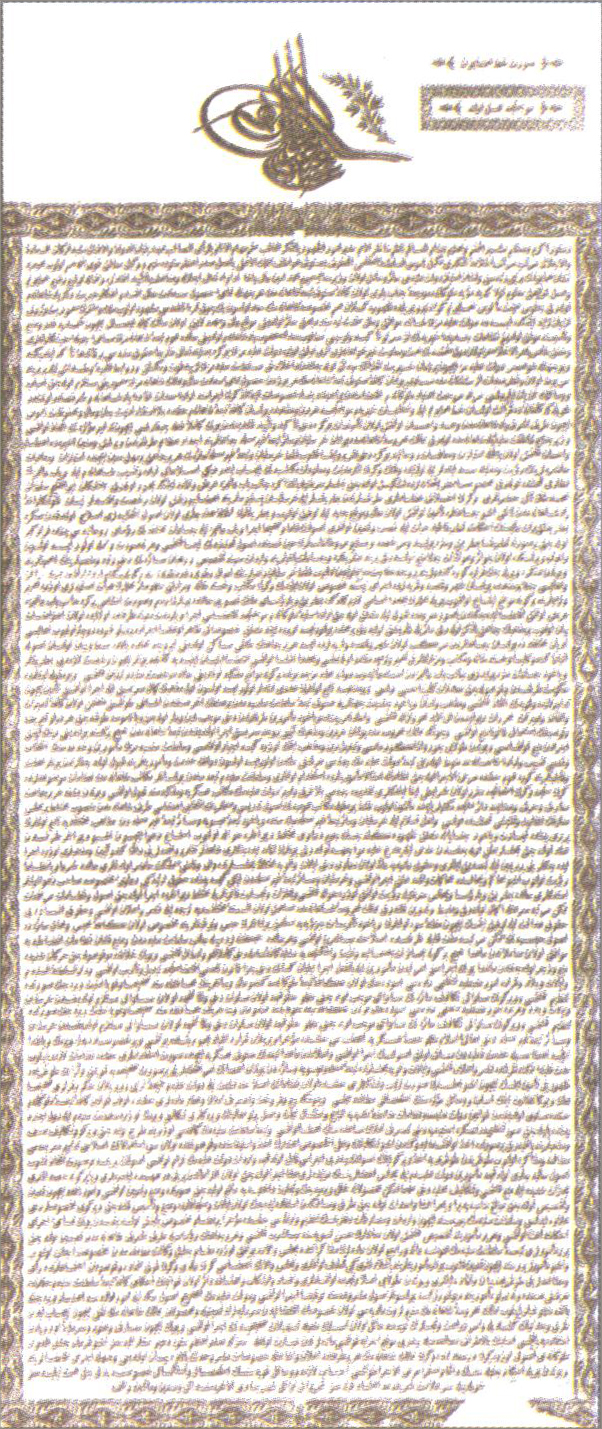

탄지마트(튀르키예어: Tanzimat, 오스만 튀르크어: تَنْظِيمَات)는 1839년부터 1876년까지 실시된 오스만 제국의 개혁 정책이었다. 대영 제국과 러시아 제국의 간섭, 그리고 술탄 압뒬하미트 2세의 등장으로 인해 실패로 끝났다. 탄지마트는 튀르키예어로 "개편"이라는 뜻이다. 은혜 개혁(恩惠改革)으로도 불린다.

## 동기
19세기에 이르러 유럽 열강들이 급부상하자, 오스만 제국도 이에 맞설 국력이 필요하게 되었고, 위기감을 느낀 개혁주의 관료들을 중심으로 개혁이 실행된다. 그 개혁은 행정제도, 토지제도, 징병제도, 교육제도, 사법제도 등 여러 가지 분야였다.

## 전개
술탄 압뒬메지트 1세는 1839년 11월 3일에 장미의 방 칙령을 선포함으로써, 탄지마트 개혁을 선포했다. 개혁주의자들은 오스만 제국에 낡은 제도는 더 이상 필요하지 않다고 여겨 급진적인 개혁을 단행한다. 이것은 유럽의 합리주의적 사상을 본딴 것으로 유럽을 모방한 행정, 토지, 징병, 사법, 교육 제도의 근대화 및 부패한 관리를 없애는 데에 힘을 쏟는다.
이러한 노력에도 결국 탄지마트 개혁은 전반적으로는 실패하게 된다. 그 원인은 개혁의 손길이 오스만 제국 전역에 퍼지지 못하였고, 또한 중앙집권화에 불만을 품은 발칸반도의 기독교 자치구들은 자치권을 요구하게 된 것 등이 있다. 보수주의자들의 방해도 컸으며, 후에는 러시아-튀르크 전쟁 (1877년)에 패하고, 열강들이 제국 깊숙이 파고들어 주권을 서서히 잃게 된다.

## 전문
오스만 왕조의 초기에 "쿠란"의 빛나는 계율이나 제국의 법률이 늘 영광스런 가운데 지켜져 온 것은 널리 알려진 사실이다. 바로 그런 까닭에, 더욱 강력해지고 위대해진 제국과 그 백성들은 하나도 빠짐없이 지극한 평화와 번영을 누렸던 것이다. 150년에 걸친 여러 사건과 갖가지 분규가 끊이지 않아 성스러운 법과 그것에 따른 준칙에 대한 복종을 저해하고 있다. 이에 따라 이전의 세력과 번영은 사라져 힘없고 가난한 처지가 되어 버렸다. (중략) 우리는 오스만 제국을 구성하는 여러 주에 대해, 훌륭한 통치의 은혜를 베풀기 위해 새로운 제도에 따라 운영하는 것이 현명하다고 생각한다. 이들 여러 제도는 주로 다음과 같은 여러 사항들에 관련된 것이다. 
1. 술탄의 권한 일부를 의회에 넘기고 의회는 술탄의 승인을 얻어 법을 제정한다.
2. 백성들의 생명, 명예, 재산의 안전을 법으로 보장한다.
3. 조세제도의 확립과 조세징수에 관한 정식을 규정한다.
4. 누구나 공개 재판을 받지 않고서는 처벌받지 않는다.
5. 군대의 징집에 대한 정식 규정 및 근무 기간을 설정한다.

## 특징
우선, 중앙집권제를 강화하려 하였으며, 이를 위해 여러 제도를 펼치게 된다. 또한 군사제도에 있어서는 군복을 튀르크식이 아닌 프로이센과 유사한 모양으로 바꾸었고, 징병 제도를 도입한다. 그리고 오스만 제국의 거주민은 인종과 종교에 관련없이 생명과 재산을 보호받으며, 오스만 제국의 국민으로 인정받는 대신 징병과 납세의 의무를 지게 된다. 또 교육제도의 개혁으로는, 종래까지 이슬람 성원 부설 신학교인 마드라사를 통한 교육 대신에 유럽의 세속적인 학교 제도를 도입하고, 1845년엔 내각 내에 교육 전담 부서를 설치하게 된다. 또한 기술 교육에 중점을 두어 실업 학교가 급증하게 된다. 사법에 관련해서는 프랑스를 모태로 한 새로운 상법, 형법 제도를 실시하게 된다.

## 같이 보기
- 하티 샤리프 칙령
- 하티 후마윤 칙령